# あただ (掃海艇)
あただ（ローマ字：JDS Atada, MSC-601、YAS-56）は、海上自衛隊の掃海艇。あただ型掃海艇の1番艇。艇名は阿多田島（あたたじま）に由来する。

## 艦歴
「あただ」は、昭和28年度計画掃海艇301号艇として、日立造船神奈川工場で1955年6月20日に起工され、1956年3月12日に進水、1956年4月30日に就役し、呉地方隊に編入された。同年9月1日、呉地方隊隷下に第31掃海隊が新編され、「いつき」、「やしろ」とともに編入された。
1957年3月16日、第31掃海隊が第1掃海隊群隷下に編成替え。
1969年3月15日、第31掃海隊が呉地方隊隷下に編成替え。
1970年3月2日、第31掃海隊が呉地方隊隷下の阪神基地隊に編成替え。
1972年3月31日、特務船に種別変更され、船籍番号がYAS-56に変更。佐世保地方隊に編入。
1980年3月17日、除籍。